# 9645 Grünewald
9645 Grünewald este un asteroid din centura principală, descoperit pe 5 ianuarie 1995, de Freimut Börngen.